# Classe ATC R
La classe ATC R, dénommée « Système respiratoire », est un groupe anatomique de la classification anatomique, thérapeutique et chimique, développée par l'OMS pour classer les médicaments et autres produits médicaux. La classe ATC vétérinaire correspondante dans la classification ATCvet est QR. Le groupe présenté ici est celui établi par l'OMS, et peut donc différer des versions dérivées utilisées dans certains pays.

## RSystème respiratoire
R01 Médicaments pour le nez
R02 Médicaments pour la gorge
R03 Médicaments pour les maladies obstructives des voies respiratoires
R05 Médicaments contre la toux et le rhume
R06 Antihistaminiques (usage systémique)
R07 Autres produits en relation avec le système respiratoire